# 上谷口町
上谷口町（かみたにぐちちょう）は、鹿児島県鹿児島市の町。旧薩摩国日置郡伊集院郷上谷口村、日置郡上伊集院村大字上谷口、日置郡松元町大字上谷口。郵便番号は899-2703。人口は2,489人、世帯数は1,081世帯（2020年4月1日現在）。
1889年（明治22年）の町村制施行から2004年（平成16年）に松元町が鹿児島市に編入されるまで上伊集院村・松元町の役場が置かれており行政上の中心地であった。かつての松元町の区域にあたる鹿児島市松元地域の区域からなる「松元都市計画区域」において都市中心核に位置づけられている。

## 地理
鹿児島市の西部、谷口川の上流域から中流域に位置している。上谷口川沿いの浸食平野に水田が開け、集落が散在している。
町域の北方には福山町、松陽台町、石谷町、南方には四元町、南方から東方にかけては春山町、西方には直木町、日置市伊集院町下谷口がそれぞれ接している。
北部を鹿児島県道35号永吉入佐鹿児島線及び鹿児島県道24号鹿児島東市来線、鹿児島本線がそれぞれ東西に通っている。また薩摩松元駅付近を起点とする鹿児島県道291号松元川辺線が南方向に通っており、南九州市方面に接続している。
また、鹿児島市立松元中学校や鹿児島市役所松元支所などの公共施設や松元町の中心駅となる薩摩松元駅や鹿児島市立松元小学校が集中しており、市町村合併以前は松元町の中心部であった。東部には上伊集院駅が位置する。

### 河川
- 松元川
- 谷口川

## 歴史

### 上谷口村の成立と近世
上谷口という地名は江戸時代より見え、薩摩国日置郡伊集院郷（外城）のうちであった。天明年間の「伊集院由緒記」には「上谷口村、下谷口村、右二ヵ村前代谷口村と申す一ヵ村にて、上下に相分り候由。何年間に相分り為申訳、相知不申候。」と記されている。「元禄郷帳」、「天保郷帳」ではともに「谷口村」であり、「薩藩政要録」によれば領内においては上谷口村・下谷口村として扱われており、「旧高旧領取調帳」によれば谷口村が上谷口村と下谷口村（現在の日置市伊集院町下谷口）に分村していることがわかる。
上谷口村の村高は「伊集院郷土史」によれば866石余、「由緒再撰調」では866石余、「旧高旧領取調帳」では907石余であった。
村内は折尾、田原春、柿元、松元、入田本坊、前田、内田などの字に分かれていた。鎮守には柿本人麻呂を祀っていた柿本神社があったが、1914年（大正3年）に入佐（現在の入佐町）の大鳥神社に合祀された。
1884年（明治17年）には伊集院郷のうち上谷口村、福山村、直木村、入佐村、春山村、石谷村の各村に置かれていた戸長役場が廃止され、上谷口村に6村を管轄する戸長役場が設置された。

### 町村制施行以後

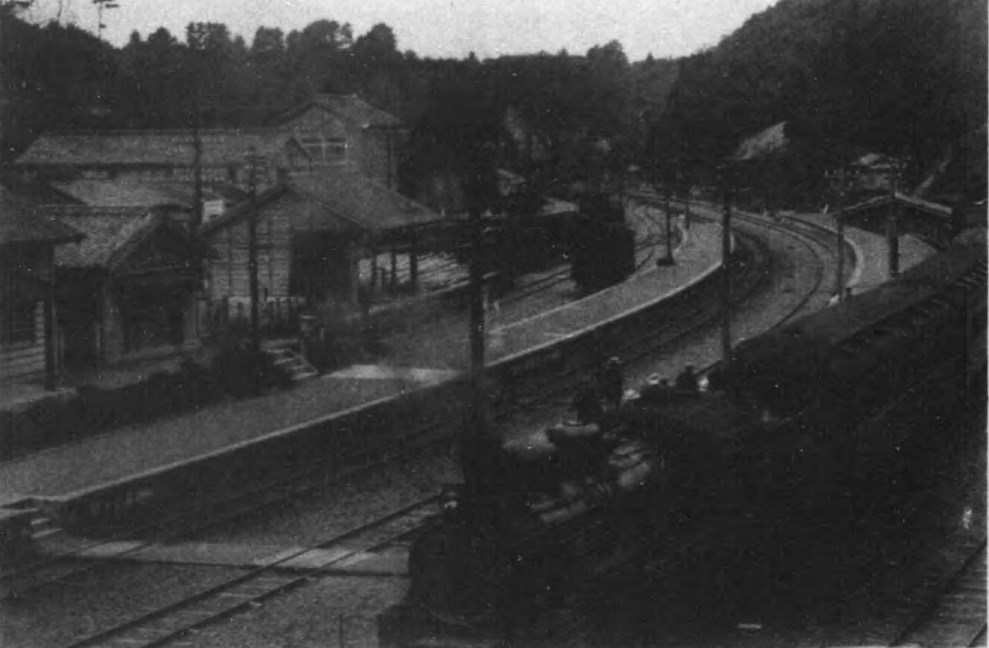
1937年（昭和12年）頃の饅頭石駅（現在の上伊集院駅）の構内

1889年（明治22年）4月1日に町村制が施行されたのに伴い、伊集院郷のうち上谷口村、春山村、石谷村、福山村、直木村、入佐村の6村の区域より日置郡上伊集院村が成立した。それまでの上谷口村は上伊集院村の大字「上谷口」となった。また、上伊集院村役場が大字上谷口字内田に設置された。上伊集院村役場は1894年（明治27年）に999番地（現在の松元駅前郵便局）に移転し、1927年（昭和2年）には990番地・987番地・988番地を購入し移転した。
1913年（大正2年）10月11日には上谷口を鉄道が通り、川内線（現在の鹿児島本線）に饅頭石駅が設置された。饅頭石駅は1949年（昭和24年）12月15日に上伊集院村議会の議決による請願により上伊集院駅に改称した。1954年（昭和29年）2月11日には上谷口の小字である「松元」の名称が駅名となった薩摩松元駅が上伊集院村の請願駅として開設された。
1960年（昭和35年）4月1日には上伊集院村の名称が松元村に変更され、同日松元村が町制施行し松元町となった。松元町という町名は当時の村役場が大字上谷口の字松元に所在していたこと、前述の薩摩松元駅が村の中心部に設置されたことが理由として挙げられている。また、自治体名の改称に伴って大字上谷口にある「上伊集院村立上伊集院中学校」は「松元町立松元中学校」、「上伊集院村立上伊集院小学校」は「松元町立松元小学校」にそれぞれ改称された。
1987年（昭和62年）3月9日には松元町役場が2883番地（現在の鹿児島市役所松元支所）に新築移転し、松元町保健センターも併設された。
2001年（平成13年）に上谷口のうち字茂谷の一部が大字直木字馬渡に編入され、2003年（平成15年）7月4日には大字上谷口、大字福山（現在の福山町）、大字石谷（現在の石谷町）の各一部より新たに大字松陽台（現在の松陽台町）が設置された。
2004年（平成16年）2月2日に大字上谷口のうち境迫の全域及び新竿の一部が大字春山（現在の春山町）に編入され、大字直木（現在の直木町）及び大字上谷口の一部より大字四元（現在の四元町）が新たに設置された。
同年11月1日に松元町が日置郡郡山町、鹿児島郡吉田町、桜島町、揖宿郡喜入町と共に鹿児島市に編入された。合併に際して設置された法定合併協議会である鹿児島地区合併協議会における協議によって、松元町の区域の大字については「字の区域を廃止し、当該廃止された字の区域に相当する区域により新たに町の区域を設定し、その名称については表示案に基づき、各町の意向を尊重し合併までに調整するものとする」と協定された。
前述の協定に基づいて、合併前の10月26日に鹿児島県の告示である「 町の区域の設定及び字の廃止」が鹿児島県公報に掲載された。この告示の規定に基づき、それまでの大字上谷口は廃止され、大字上谷口の全域を以て新たに鹿児島市の町「上谷口町」が設置された。

### 町・字域の変遷
| 変更後                 | 変更年             | 変更前                                   |
| ---------------------- | ------------------ | ---------------------------------------- |
| 大字直木字馬渡（編入） | 2001年（平成13年） | 大字上谷口字茂谷（一部）                 |
| 大字松陽台（新設）     | 2003年（平成15年） | 大字上谷口（一部）                       |
| 大字松陽台（新設）     | 2003年（平成15年） | 大字福山（一部）                         |
| 大字松陽台（新設）     | 2003年（平成15年） | 大字石谷（一部）                         |
| 大字春山（編入）       | 2004年（平成16年） | 大字上谷口字境迫（全域）、字新竿（一部） |
| 大字四元（新設）       | 2004年（平成16年） | 大字上谷口（一部）                       |
| 大字四元（新設）       | 2004年（平成16年） | 大字直木（一部）                         |

## 人口
以下の表は国勢調査による小地域集計が開始された1995年以降の人口の推移である。
| 年                 | 人口  |
| ------------------ | ----- |
| 1995年（平成7年）  | 2,208 |
| 2000年（平成12年） | 2,266 |
| 2005年（平成17年） | 2,428 |
| 2010年（平成22年） | 2,361 |
| 2015年（平成27年） | 2,299 |

## 施設

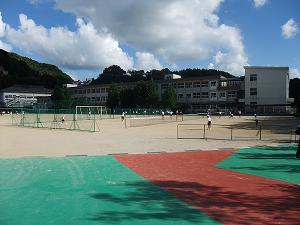
鹿児島市立松元中学校

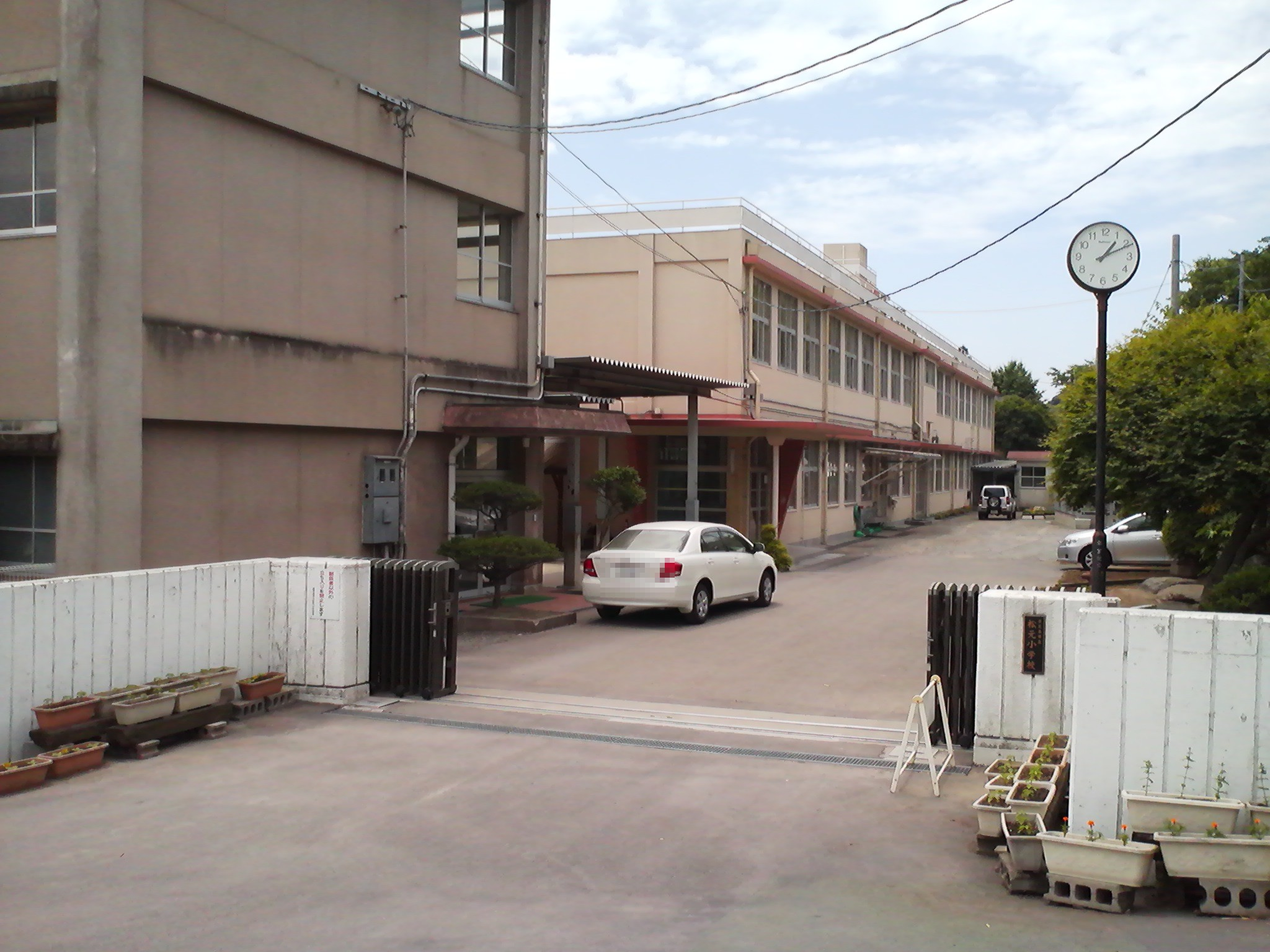
鹿児島市立松元小学校

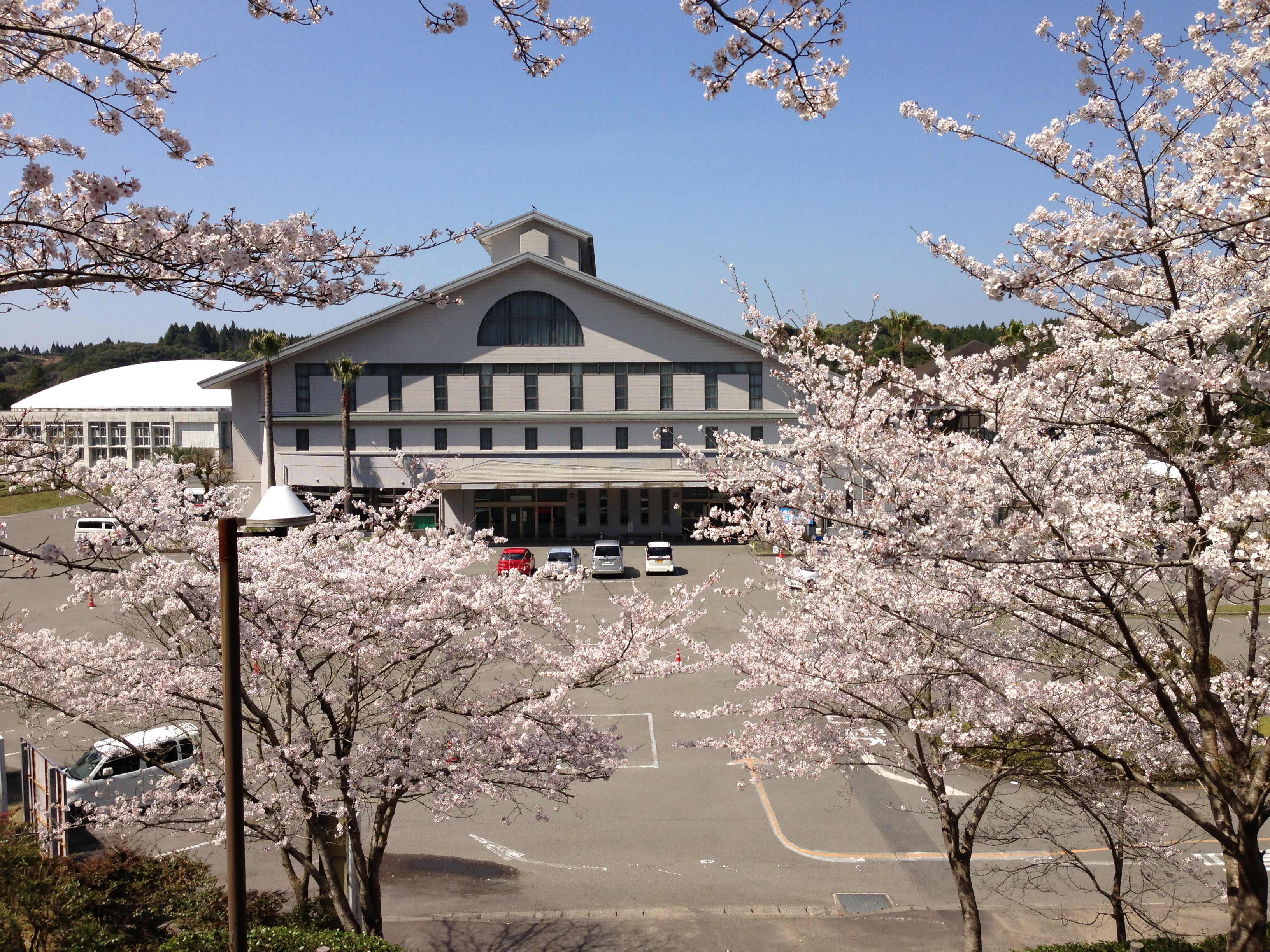
松元平野岡体育館

### 公共
- 鹿児島市役所松元支所[37]
  - 鹿児島市長寿あんしん相談センター松元[38]
  - 松元地区保健センター[39]
- 鹿児島市消防局西消防署松元分遣隊[40]
- 松元公民館[41]
  - 鹿児島市立図書館松元公民館図書室[42]
- 松元平野岡体育館[43]
  - 茶山ドームまつもと[43]
  - 松元平野岡運動場[43]
- 松元せせらぎ広場[43]
- 松元弓道場[43]
- 松元武道場[43]
- 鹿児島市営薩摩松元駅自転車等駐車場[44]
- 鹿児島市営上伊集院駅自転車等駐車場[45]

### 教育
- 鹿児島市立松元中学校[46]
- 鹿児島市立松元小学校[47]
- 鹿児島市立松元幼稚園[48]
- 鹿児島市立松元学校給食センター[49]

### 郵便局
- 上伊集院郵便局[50]
- 松元駅前郵便局[51]

### 寺社
- 興隆寺[52]
- 柿本神社[53]

## 文化財

### 市指定
- 上坊石塔群（記念物（史跡））[54]
石塔群であり、平安時代末期から南北朝時代中期にかけて造立されたとされる紀氏、税所氏の五輪塔などが80体余ある[55]。

## 小・中学校の学区
市立小・中学校に通う場合、学区（校区）は以下の通りとなる。
| 町丁     | 番・番地 | 小学校               | 中学校               |
| -------- | --- | -------------------- | -------------------- |
| 上谷口町 | 142、3256 | 鹿児島市立東昌小学校 | 鹿児島市立松元中学校 |
| 上谷口町 | 1695番地のうち2、4～9号、1696番地3～6号、 1697番地1、3、5、6、10 - 13号、 1699番地2、4、5、10 - 16、18、19、21～25、 27、29～45、47、48、50～56、63、76～85、 104、111～113、117、118、124、160～165号 1712番地1 - 3、6、7、9 - 24、28 - 30、 1718番地3～7、1719番地2、3、2188番地5、 2193番地1、4号、2199番地5号、2247番地2～5号 | 鹿児島市立春山小学校 | 鹿児島市立松元中学校 |
| 上谷口町 | 上記を除く全域 | 鹿児島市立松元小学校 | 鹿児島市立松元中学校 |

## 交通

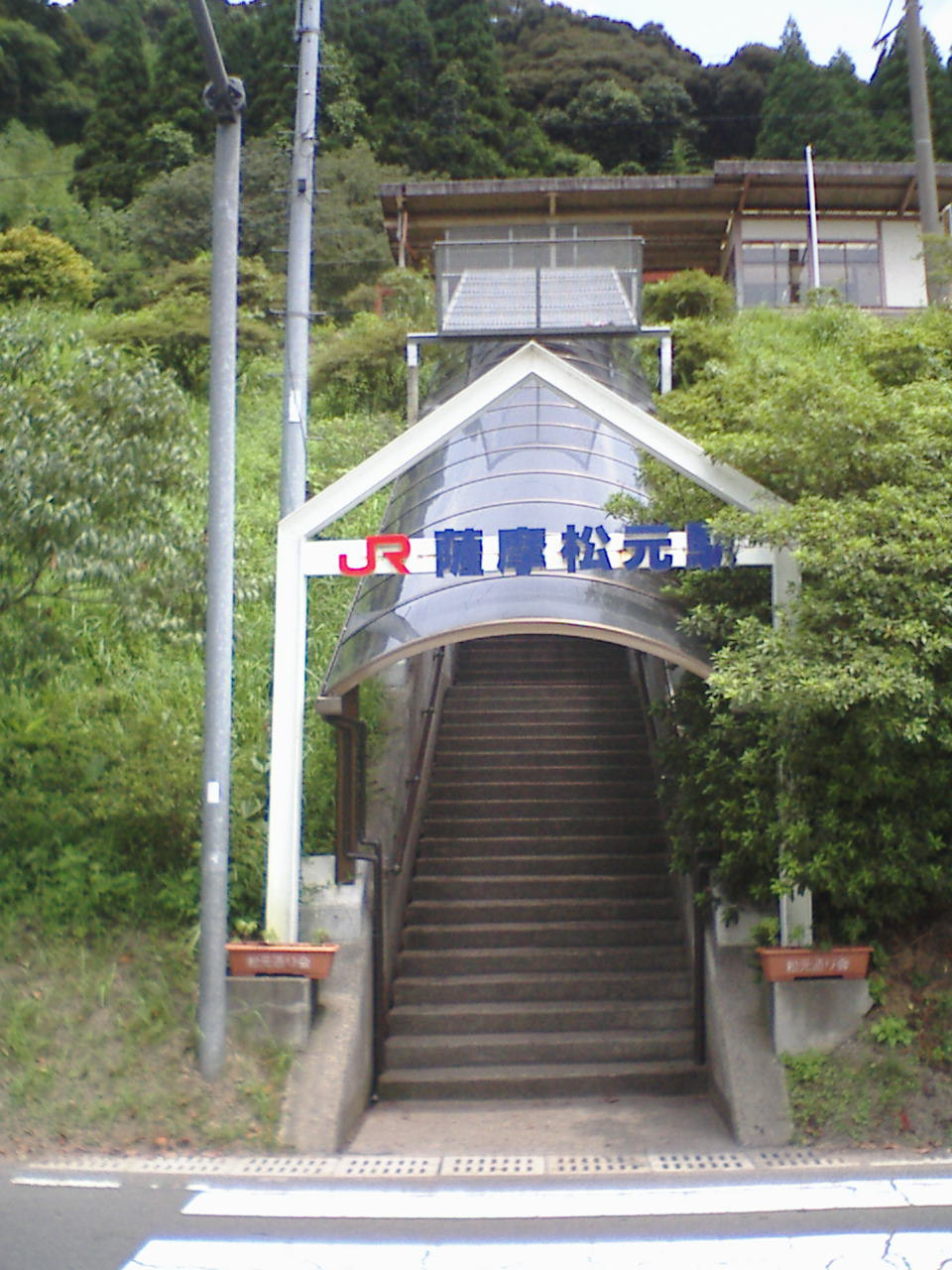
薩摩松元駅

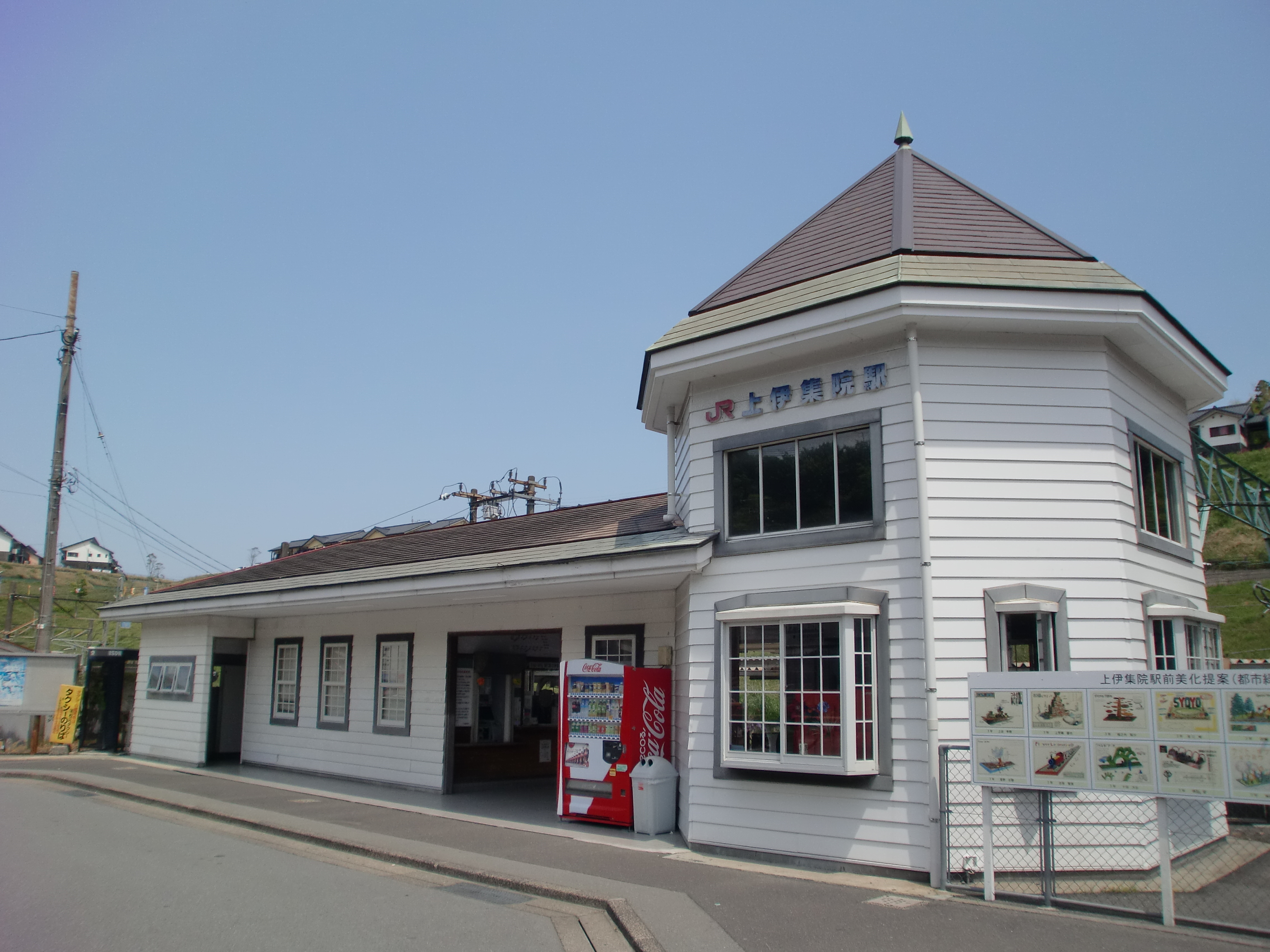
上伊集院駅

### 鉄道
九州旅客鉄道鹿児島本線
- 薩摩松元駅 - 上伊集院駅

### 道路
主要地方道
- 鹿児島県道24号鹿児島東市来線
- 鹿児島県道35号永吉入佐鹿児島線

一般県道
- 鹿児島県道210号小山田谷山線
- 鹿児島県道291号松元川辺線

広域農道
- 日置広域農道

### バス
鹿児島市コミュニティバス「あいばす」
- 松元平野岡体育館・平野・内田三文字・松元駅前・松元支所・松元駅前・柿元・田原春・柿元陶苑前・上伊集院駅前